# Hiéroglyphe égyptien E23

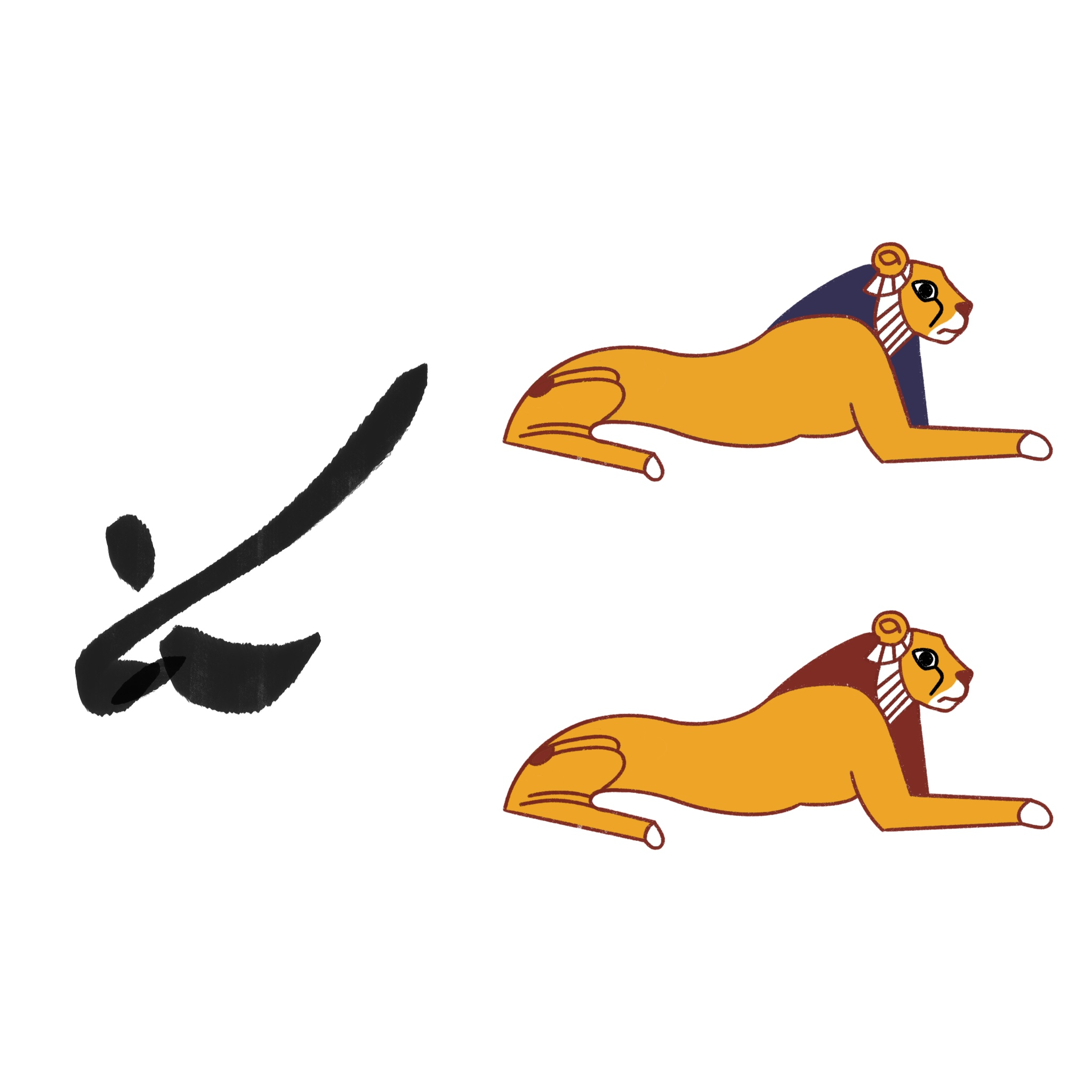
Version hiératique et hiéroglyphique

Le lion couché, en hiéroglyphes égyptiens, est classifié dans la section E « Mammifères » de la liste de Gardiner ; il y est noté E23.

## Représentation
Il représente un lion (Panthera leo) couché. Il est translittéré rw, r, šnˁ ou l.

## Utilisation
| r | w | E23 |

| r | w | E23 |

d'où son utilisation en tant que phonogramme bilitère de valeur rw.
| E23 |

| E23 |

| E23 · Z1 |

| E23 · Z1 |

| E23 · Z1 |

| E23 · Z1 |

| U13 |

| U13 |

| D21 |

| D21 |

## Exemples de mots
| E23 · Z1 | E23 · Z1 | U33 | i |

| E23 · Z1 | E23 · Z1 | U33 | i |

| E23 · r | i | i | t · pr |

| E23 · r | i | i | t · pr |

| M12 | E23 | w | A13 |

| M12 | E23 | w | A13 |